# 21932 Ріос
21932 Ріос (21932 Rios) — астероїд головного поясу, відкритий 4 листопада 1999 року.
Тіссеранів параметр щодо Юпітера — 3,286.